# Perdita michelbacheri
Perdita michelbacheri är en biart som beskrevs av Timberlake 1962. Perdita michelbacheri ingår i släktet Perdita och familjen grävbin. Inga underarter finns listade i Catalogue of Life.